# آب‌مارهای سگ‌چهره
آب‌مارهای سگ‌چهره (نام علمی: Cerberus) نام یک سرده از تیره قمچه‌ماران است.